# Пермяков Володимир Сергійович
Володимир Сергійович Пермяков (нар.. 2 грудня 1952, село Пермякове, Канський район , Красноярський край) — російський актор театру і кіно, який здобув широку популярність завдяки ролі Льоні Голубкова в рекламних роликах МММ .

## Життєпис
Володимир Пермяков народився 2 грудня 1952 року. Про своє дитинство розповідав: «Я народився в селі за 45 кілометрів від міста Канська Красноярського краю. Батько працював конюхом. Я до сих пір можу їздити на коні без сідла. У сім'ї нас було четверо: три сестри і молодший я. Ніхто на здоров'я не скаржився. Сільські дітлахи рано долучаються до фізичної праці на свіжому повітрі: рубати дрова, качати ручним насосом воду, поливати город, косити і складати сіно. Навіть смолити човни доводилося. Наш будинок від річки відокремлювали вулиця і городи. Я пристрастився до риболовлі, тому батько замовив у тесляра (як зараз пам'ятаю, за 35 рублів) невеликий човник. Ніхто з однолітків не міг мене наздогнати: ні на веслах, ні з жердиною» .
З 1989 року Володимир Пермяков працював у Канську, Тобольську, потім — Москві. 
У 1992 — 1994 роках він герой «народної» реклами скандально відомої компанії " МММ " — легендарний Льоня Голубков. 
Потім навчався на кафедрі драматургії театру, кіно і телебачення.
З 1999 року працював у різних московських театральних колективах: театрі-студії «Зонг», експериментальних театрах «Початок» і «Мел». Знявся в кулінарному шоу "Звана вечеря".

## Акторська кар'єра
Роль Голубкова повинен був зіграти інший актор, але через певні труднощі рекомендували грати роль Пермякову.
У 2006 році взяв участь в шоу «Імперія». Також знімався в програмах «Судові пристрасті» та " Час суду ".
З кінця 1990-х років Володимир Пермяков працює над музичним серіалом. Першою серією став кліп проекту «Астрофізика» і Льоні Голубкова на пісню «Собака» (муз. і сл. В. Пермяков) . В інтерв'ю 2015 року він розповідав:
|  | «Зараз вже відходжу від стереотипу Льоні Голубкова і все частіше приміряю на себе ролі інтелектуалів. Скажімо, на РЕН ТВ свого часу виходив серіал за моєї участі — «Дружна сімейка». Крім того, я зіграв агронома Хомякова у п'єсі Вампілова «Двадцять хвилин з ангелом», а також в поетичному спектаклі «Голосу», поставленому за віршами Андрія Алякіна. На каналі « Культура» озвучував роль Козьми Пруткова в документальному серіалі «Серед шумного балу випадково…». Знявся у Геннадія Байсака у фільмі «Де живе домовик?», в якому зіграв відразу дві ролі — бомжа та «нового росіянина»… Але якщо вже говорити відверто, то я ще не розкрився як актор — ось головне». |

## Театральні роботи
- 2013 — Чехов «Стрибуха», роль Димова (театр «Музей людини»)

## Фільмографія
- 1982 — Повернення Баттерфляй — епізод
- 1992 — Біг по сонячній стороні — Зосим Іванович («Зюзік»), танцюючий в ресторані
- 1992 — Генерал — капітан особливого відділу
- 1993 — Американський дідусь — епізод
- 1994 — Ноктюрн для барабана і мотоцикла — двірник
- 1997 — Афери, музика, любов… — ув'язнений
- 2000 — Новий рік у листопаді — Льоня Голубков
- 2000 — Шуб-баба Люба! — Льоха, товариш по чарці Єгора Кузьмича на сходах
- 2003 — Ділянка — Лапін
- 2004 — Моя прекрасна няня — Льоня Голубков
- 2006 — Щасливі разом — футбольний тренер / Льоня Голубков
- 2007 — Солдати — ватажок спільноти ельфів
- 2007 — Татусеві дочки — Льоня Голубков
- 2008 — Найкращий фільм — продавець цуценя
- 2008 — Реальний тато — вчитель хімії
- 2008 — Александр Македонський, кілер мафії — бандит
- 2009 — Обручка — Петро, вітчим Насті
- 2009 — І була війна — солдат-дезертир Плюснін
- 2010 — ПираМММіда — камео
- 2011 — Страх і трепет — Чоловік
- 2013 — Зайцев + 1 — Льоня Голубков
- 2013 — Чуже зло — Іван Федорович
- 2014 — П'ятницький. Глава четверта — дядько Петя
- 2017 — Дах світу — Льоня Голубков
- 2018 — Канікули президента — співробітник ДПС

## Кліпи
- 2013 — «Pevitsa Poreva» — Don't Screw With Me
- 2016 — «Собака» (feat. «Астрофізика»)